# Laboratorio de los Ingleses

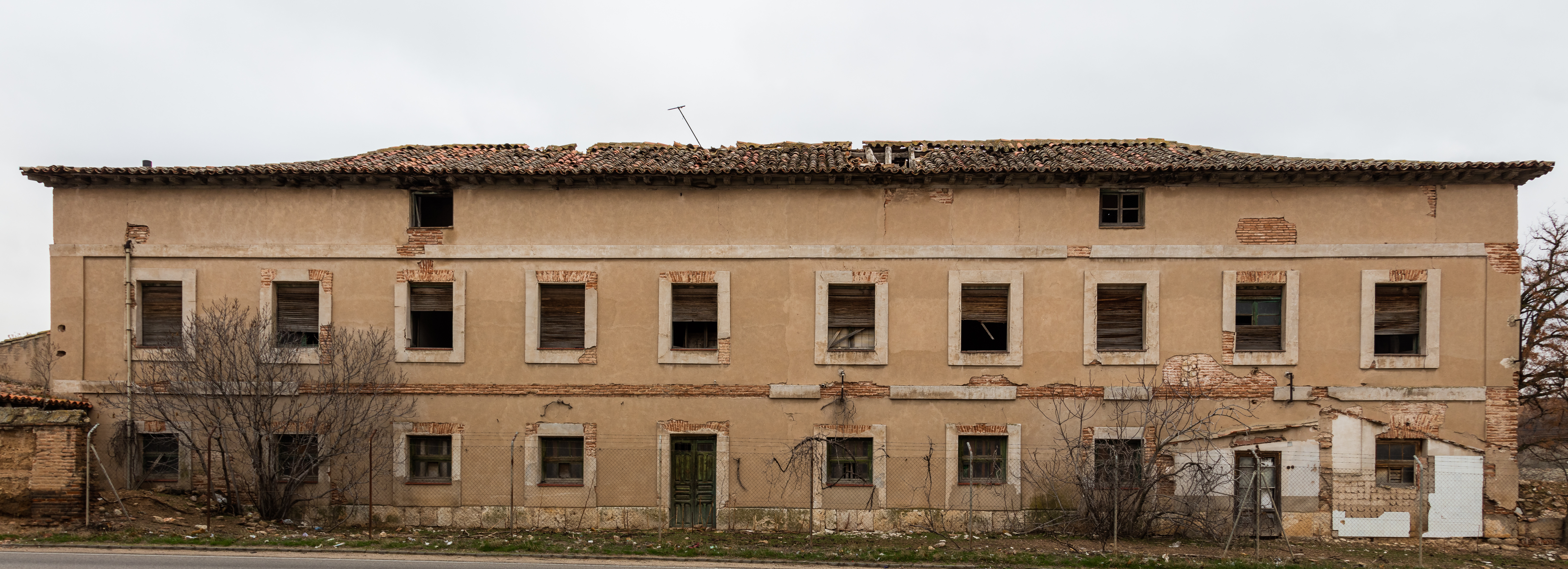
Vista frontal del laboratorio.

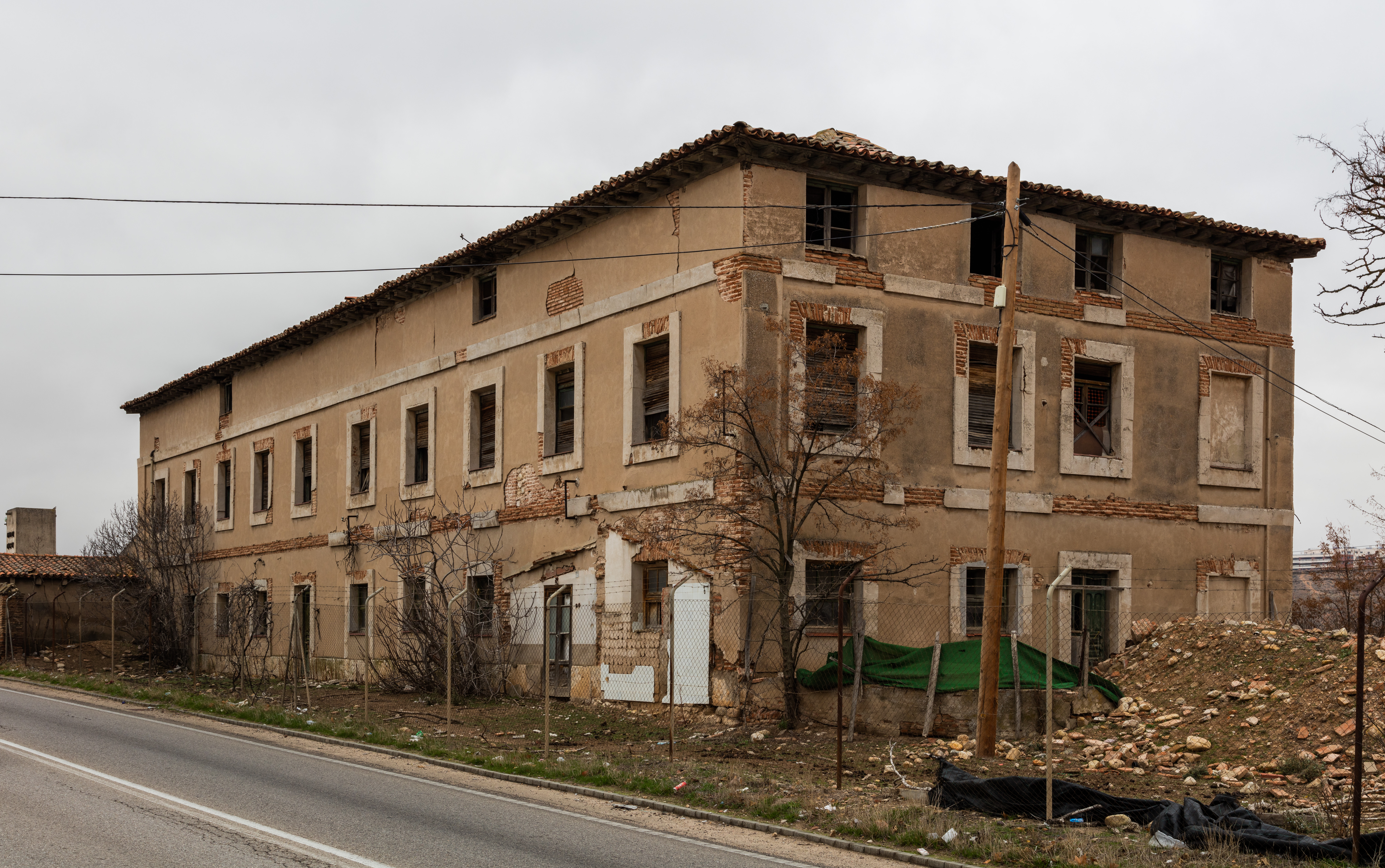
Vista lateral.

El laboratorio de los Ingleses es un edificio destinado a laboratorio y fábrica situado en la ciudad de Guadalajara (España). Se encuentra junto a la carretera CM-101 y en la orilla derecha del río Henares. Fue construido en el siglo XVIII y su estado actual es de ruina progresiva. Fue declarado bien de interés patrimonial en 2016 e incluido en la Lista Roja del Patrimonio de Hispania Nostra en septiembre de 2023.

## Historia
El laboratorio de los Ingleses está íntimamente ligado a la historia de la Real Fábrica de Paños de Guadalajara, que fue la más importante industria de la provincia durante el siglo XVIII. Instalada en 1719 por iniciativa de Fernando VI de España, la fábrica de paños buscaba implantar en el país la fabricación de paños finos, reducir la importación de telas extranjeras e incluso exportar a la América española. Supuso un gran avance en la recuperación económica de la ciudad, lastrada por la marcha de los duques del Infantado a Madrid. 
Forma un potente complejo industrial, patrocinado por el Estado, que cuenta con dependencias en Brihuega y San Fernando de Henares, así como varios inmuebles en la ciudad de Guadalajara. Cuando se cierran los talleres en 1822, estos inmuebles pasaron a tener diversos usos, principalmente castrenses. La fábrica de San Fernando fue la sede de la Academia de Ingenieros y sufrió un incendio en 1924, la fábrica de sarguetas de Guadalajara se convirtió en cuartel de aeroestación y los reales batanes, cercanos al edificio que ocupa el laboratorio de los Ingleses, se enajenaron y terminaron por desaparecer en su práctica totalidad.
El conocido como laboratorio de los Ingleses se edificó entre 1786 y 1787 con criterios funcionales de los que resultó un edificio muy sencillo, sin recursos ornamentales gratuitos, totalmente orientado a su uso fabril. La redacción del proyecto fue realizada por Eugenio Valcázar, Diego García y Feliciano de la Isequilla. Es, junto a los batanes, de los pocos edificios de nueva planta que emplea la fábrica de paños, pues muchas de sus otras instalaciones reaprovechan inmuebles antiguos.
Se concibió con la finalidad de acoger a cierto número de trabajadores especializados que, a través de un agente irlandés, se contrataban en Inglaterra para la creación de nuevos paños. Sin embargo, el edificio se quedó pequeño para las necesidades e producción, y hubo de transformarse en oficina de tintes. Tras el cierre de la fábrica de paños, el inmueble pasó por distintos usos, el último de los cuales ha sido un taller de carpintería, hasta su reciente abandono.
Se llevó a cabo una intervención en la primera mitad del siglo XX, con el fin de adaptar el inmueble para su uso como taller de carpintería. En esta reforma es cuando se habría eliminado la compartimentación y el muro de carga de la planta baja, sustituyéndolo por una estructura de vigas de hierro roblonadas que crea un espacio casi diáfano. Asimismo se observa una modificación de la tabiquería de la planta primera. La planta bajo cubierta es la que menos alteraciones presenta, ya que en ningún momento ha sido compartimentada.
Dentro del entorno se encuentran los restos del batán construido en la primera mitad del siglo XVIII. Aunque actualmente no es visible, el caz atraviesa todo el conjunto. En el perímetro del entorno aparecen tramos en muy mal estado de conservación de un muro de cerramiento de tapial con machones de ladrillo, probablemente construido en 1786.

## Descripción
El inmueble es de planta rectangular, orientada en un eje norte-sur paralelo a la carretera CM-101. Cuenta con tres alturas: planta baja, primera y bajo cubierta. Está construido con muros de carga perimetrales de fábrica de ladrillo revocado con estuco de cal, y otro interior longitudinal que parece ser de entramado de madera. Este último, en planta baja se ha sustituido por una estructura de vigas metálicas roblonadas. Se cierra con una cubierta a cuatro aguas de teja árabe. 
La fachada, carente de adornos, se reduce a una seriación de ventanas que aportan generosa iluminación al interior, tan adecuada para un edificio de carácter fabril.

### Distribución original
Se conserva un plano de alzado, sección transversal y dos plantas fechado en Guadalajara el 24 de marzo de 1788 y firmado por Diego García que lleva por título Plano del Edificio que se ha construido dentro de la Cerca de los Batanes de las Reales Fábricas de Guadalajara con destino a que le ocupen los Yngleses en sus maniobras. Gracias a este documento se conoce la distribución original interior del inmueble y la dedicación de las diferentes salas. 
La planta baja estaba muy compartimentada en varias habitaciones comunicadas entre sí sin pasillos. Bajo la puerta lateral derecha penetraba el caz que alimentaba tres calderas situadas en sendas oficinas para tintes. Junto a la oficina del fondo había un cuarto cuadrado para los maestros tintoreros, le seguía una escalera que sólo comunicaba con el cuarto principal de la planta superior, dos almacenes de géneros y útiles para los tintes y cuatro oficinas para custodiar las lanas que llegaban desde los lavaderos. En el lateral izquierdo se abría una entrada que conectaba con la escalera de subida al cuarto principal y al desván. 
Todas estas habitaciones desaparecieron durante la reforma que adaptó el lugar para serrería. La primera planta tiene menos estancias y más amplias, dedicadas en su conjunto a tendederos de lanas blancas y tinturadas y a paños preparados para tintadas. Por último, en el desván se sitúan dos espacios destinados a tendederos de paños después de deslavazados.